# Lorttjärnen (Alfta socken, Hälsingland)
Lorttjärnen är en sjö i Ovanåkers kommun i Hälsingland och ingår i Testeboåns huvudavrinningsområde.